# Charles Seeger

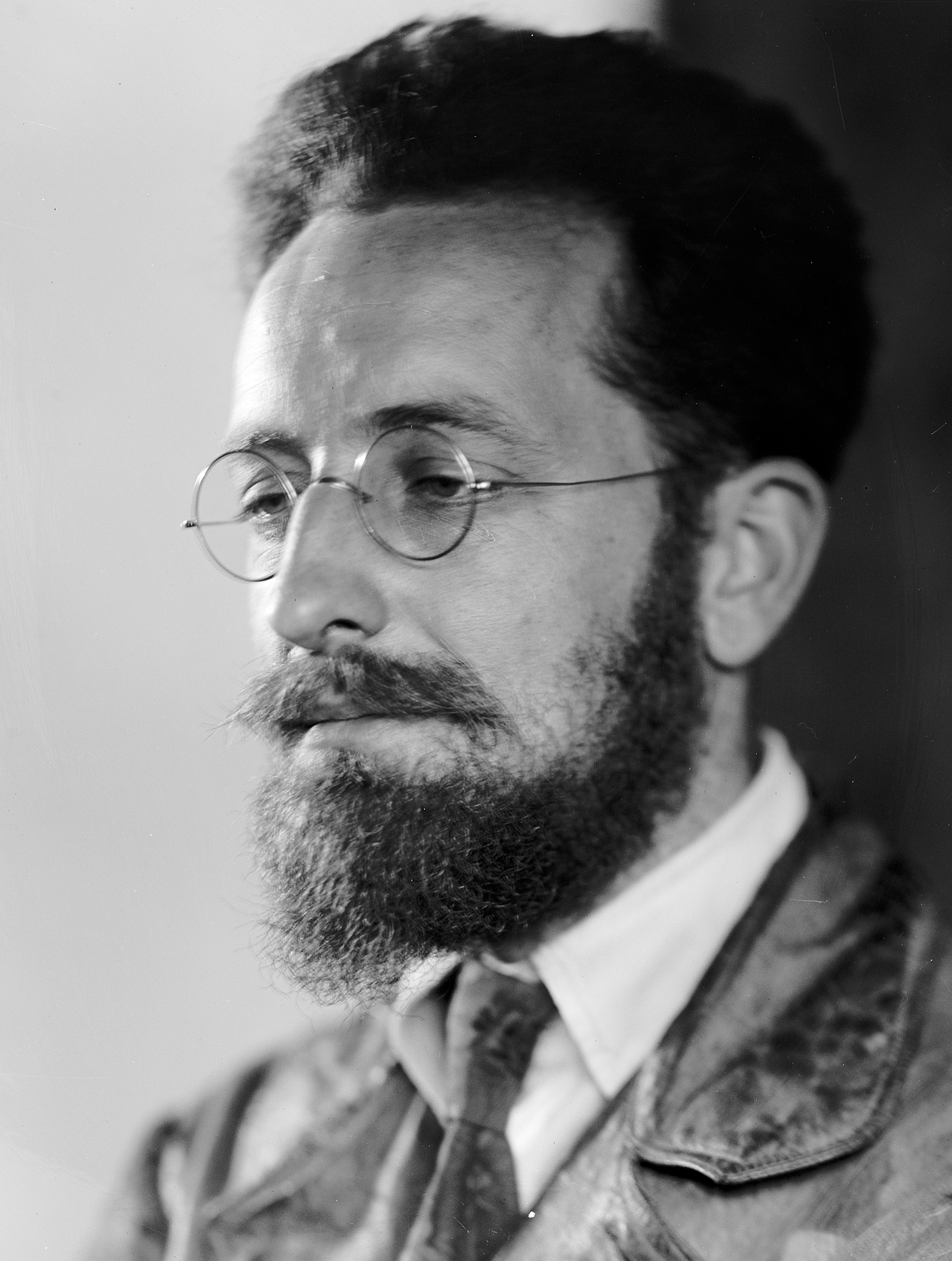
Charles Seeger

Charles Louis Seeger (* 14. Dezember 1886 in Mexiko-Stadt; † 7. Februar 1979 in Bridgewater, Connecticut) war ein US-amerikanischer Musikwissenschaftler und Komponist. Er war der Ehemann der Komponistin Ruth Crawford Seeger und Vater von Pete Seeger.

## Leben
Der älteste Sohn des in Mexiko tätigen Unternehmers Charles Seeger sen. und seiner Frau Elsie Simmons Adams (* 1861) kam bereits im Jahre 1887 in sein Heimatland, als sein Vater für die Familie auf Staten Island eine Villa erwarb. In den folgenden Jahren verbrachte die Familie jedoch noch mehrfach (ab 1892 und ab 1900) längere Zeit in Mexiko. Ab 1902 besuchte Seeger die Hackley School in Tarrytown im Bundesstaat New York und von 1904 bis 1908 die Harvard University.
Im Herbst des Jahres 1908 reiste Seeger nach Europa. Nach einem mehrwöchigen Aufenthalt in München trat er am 1. Januar 1909 eine Stelle als Assistent des Direktors der Oper Köln, Otto Lohse, an. Nach zwei Jahren musste er jedoch feststellen, dass er seines schwachen Hörvermögens wegen den angestrebten Beruf des Dirigenten nicht werde ergreifen können, und so wandte er sich der Komposition und der Musikwissenschaft zu. Nach eigenen Angaben war es anfänglich sein Ziel, die erste bedeutende amerikanische Oper zu komponieren. Besonders beeinflusst war Seeger dabei vom zeitgenössischen französischen Komponisten Erik Satie.
Im Frühjahr des Jahres 1911 kehrte Seeger nach New York zurück, um sich der Komposition zu widmen. Zeitgleich zwang die in Mexiko ausbrechende Revolution seine Familie zur Flucht. Sein Vater, der zuletzt als (erster) Automobilimporteur in Mexiko tätig war, begann eine neue Existenz, zunächst in Havanna, später in Europa, als Kaufmann in Diensten der American Rubber Company.
Sechs Wochen nach seiner Ankunft in New York traf Seeger mit der Violinistin Constance de Clyver Edson (* 1886, † 1975) zusammen, die zunächst nur seine musikalische Partnerin wurde, die er jedoch am 22. Dezember 1911 in New York heiraten konnte, nachdem sie sich durch Konzerte und Unterricht etwas Geld verdient hatten. Das Paar bekam drei Kinder, Charles III. (* 16. September 1912, † 26. August 2002), John (* 16. Februar 1914, † 2010) und Peter bekannt als Pete Seeger (* 3. Mai 1919, † 27. Januar 2014).

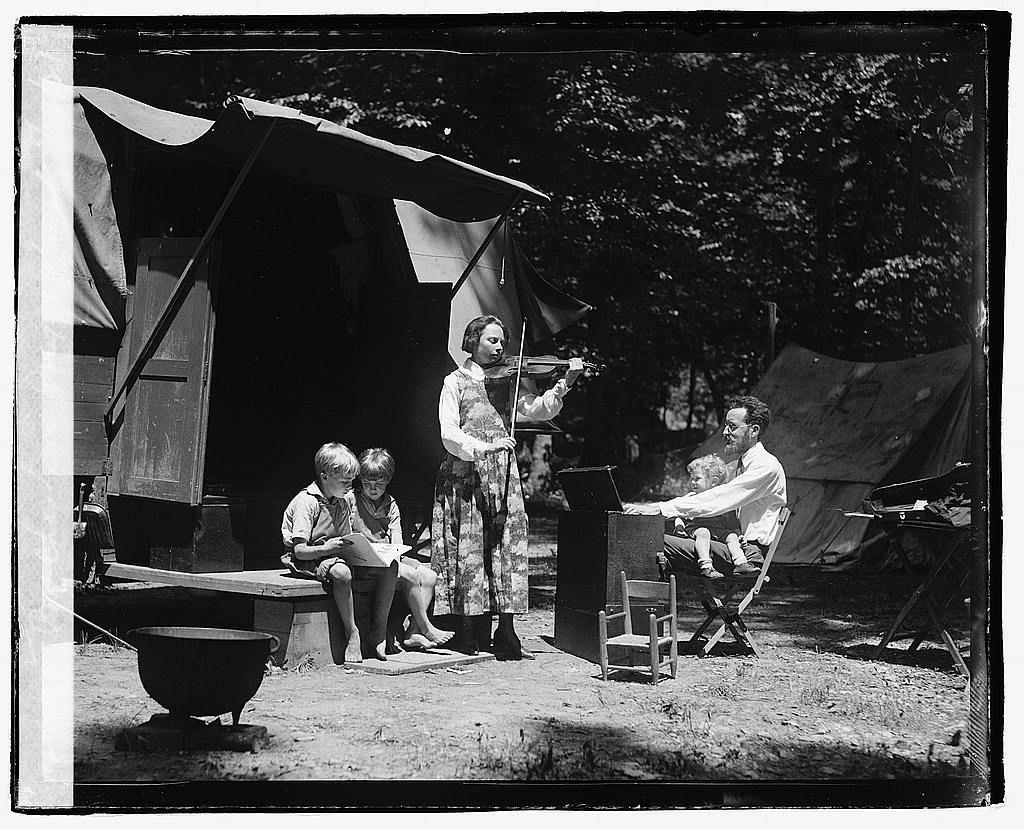
Charles Seeger (rechts am Harmonium mit seinem zweijährigen Sohn Pete auf dem Schoß) mit seiner ersten Ehefrau beim Musizieren, Mai 1921.

Ein halbes Jahr nach seiner Heirat, im Mai 1912, erhielt Seeger eine Anstellung als Professor für Musik an der University of California in Los Angeles, in deren Verlauf er die musikwissenschaftliche Fakultät seiner Universität aufbaute, und die er bis 1919 führte. Während seiner Zeit in Kalifornien entwickelte Seeger ein gesellschaftliches Bewusstsein, geprägt durch die im benachbarten Mexiko wütende Revolution, die zahlreichen verarmten Wanderarbeiter Kaliforniens und den in Europa ausbrechenden Ersten Weltkrieg. Sein Eintreten für die Belange der Unterschicht und seine pazifistische Überzeugung, die durch den Tod seines Bruders Alan (4. Juli 1916 bei Belloy-en-Santerre, * 22. Juni 1888 in New York) als Fremdenlegionär im Ersten Weltkrieg gefestigt wurde, bereiteten ihm zunehmend Probleme im gesellschaftlichen Umfeld.
Für einen Forschungsurlaub siedelte Seeger im Oktober 1918 nach Patterson im Bundesstaat New York um. Seine gesellschaftlichen Probleme wurden inzwischen ergänzt durch berufliche Zweifel, die kurze Zeit später in einem Nervenzusammenbruch gipfelten. Konsequenterweise entschied er sich im Jahre 1919, nicht nach Kalifornien zurückzukehren.
Im November 1920 gab Seeger seinen festen Wohnsitz auf und reiste mit Frau und Söhnen in einem selbstgebauten Wohnwagen über Land. Er wollte der Landbevölkerung die klassische europäische Musik näher bringen, gab sein Vorhaben jedoch im folgenden Frühjahr wegen der unbequemen Überwinterung im Wohnwagen und dem spärlichen Einkommen auf. Außerdem stellte er nach Angaben seines Sohnes John ernüchtert fest, dass das amerikanische Volk "seine Musik nicht brauche", da es selbst eine lebendige Musikkultur besäße. Die Rückreise nach New York führte über Washington, wo Seeger mit der Unterstützung einflussreicher Freunde, unter anderem Grace Coolidge, Ehefrau des neuen Vizepräsidenten Coolidge, Konzerte geben konnte, die, durch seinen als Presseagenten arbeitenden Schwager Elie Edson bekanntgemacht, in den örtlichen Zeitungen großen Widerhall fanden.
Im August 1921 begann für Seeger und seine Frau ein neuer beruflicher Abschnitt, als sie Lehrer am Institute of Musical Art in New York (der späteren Juilliard School of Music) wurden. Er unterrichtete Musikwissenschaft, seine Frau Constance gab Violinunterricht. Dieser beruflichen Stabilität stand in den folgenden Jahren jedoch ein zunehmendes Auseinanderbrechen der Familie gegenüber, der die endgültige Trennung von Charles und Constance im Jahr 1929 und Scheidung drei Jahre später folgten. Die Scheidung, sein politisches Wirken und Seegers stärker werdendes Interesse an moderner Musik beschädigten sein Ansehen bei seinem Arbeitgeber und waren ein Grund für den Verlust seines Arbeitsplatzes am Institute of Musical Art im Jahr 1933.

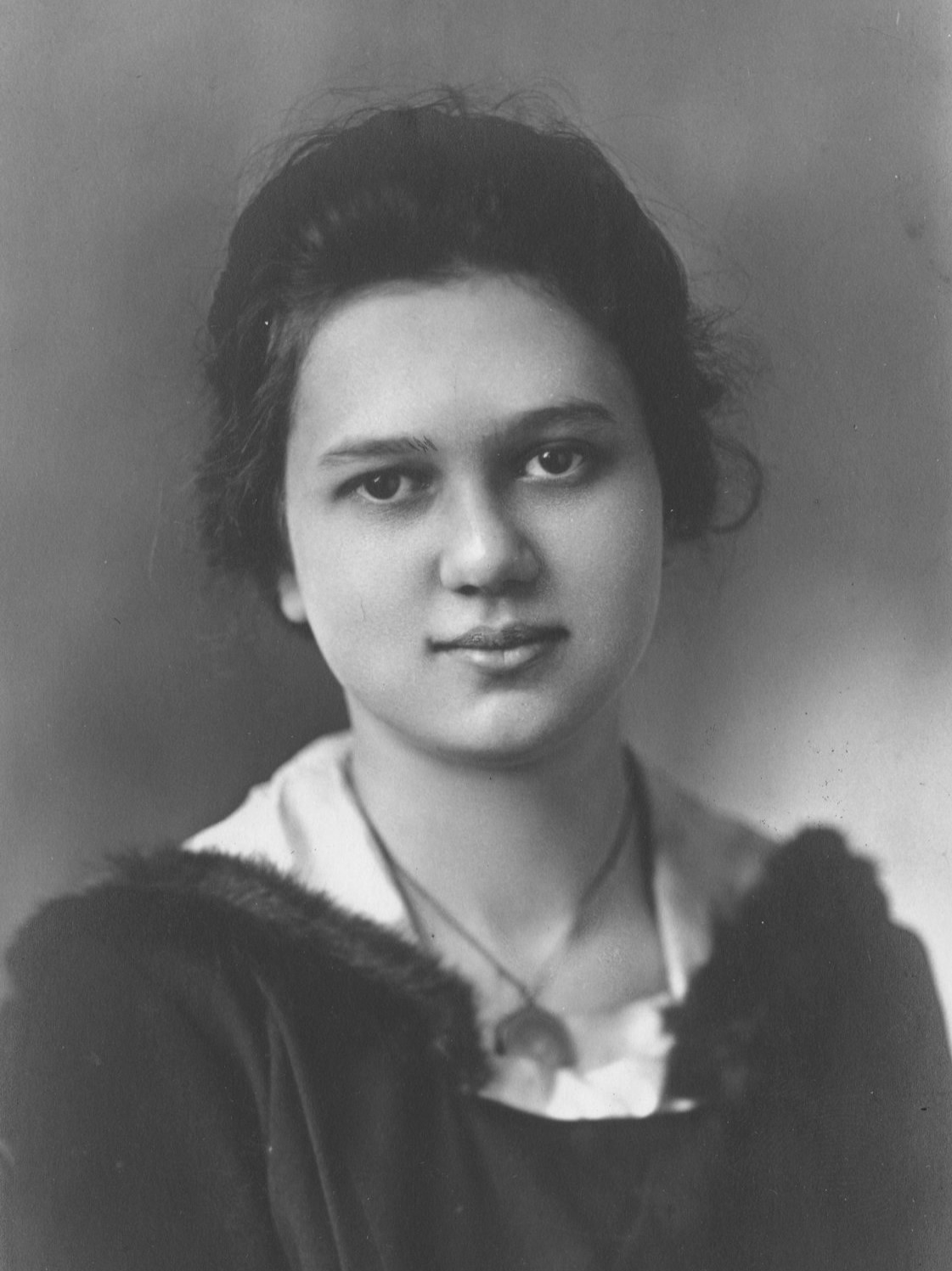
Ruth Porter Crawford, Anfang der 1920er

Am 2. Oktober 1932 heiratete Seeger die Guggenheim-Stipendiatin Ruth Porter Crawford (* 3. Juli 1901; † 18. November 1953), deren kammermusikalische Komposition Three Songs by Carl Sandburg 1933 beim Festival der Internationale Gesellschaft für Neue Musik in Amsterdam die Vereinigten Staaten vertrat. Das Paar hatte die Kinder Mike (* 16. August 1933; † 7. August 2009), Peggy (* 17. Juni 1935), Barbara Mona (* 4. Mai 1937) und Penny (* 1943). Ihr Sohn Mike und Tochter Peggy prägten die damalige intellektuell-politische Folk-Musikszene mit.
Seeger wurde im Winter des Jahres 1931 Mitglied des Composer's Collective of New York, einer Gemeinschaft von linksgerichteten Musikern, der zeitweise auch Hanns Eisler (1934) und Aaron Copland angehörten. Im November 1935 verließ Seeger die Gruppe nicht nur aufgrund inhaltlicher Zweifel, sondern auch weil sie durch die Regierung argwöhnisch beobachtet wurde, und er die persönlichen Konsequenzen fürchtete.
Am 3. Juni 1934 gründete er mit anderen Musikern die American Musicological Association (Name später geändert in American Musicological Society), deren Präsident er 1960 wurde.
Nach dem Tod seiner zweiten Frau im Jahr 1953 frischte Seeger eine Beziehung zu seiner Jugendfreundin Margaret Adams Taylor auf, die er im März 1955 heiratete, auch weil er für seine zwei halbwüchsigen Töchter ein "richtiges" Zuhause wünschte. Die Ehe wurde allerdings Ende des Jahres 1960 wieder geschieden.
Ab 1957 unterrichtete Seeger an der University of California, seit 1961 als Professor am Institute of Ethnomusicology. Diese Position musste er seines hohen Alters von 85 Jahren wegen im Jahre 1971 schließlich aufgeben. Charles Seeger und insbesondere sein Sohn Pete aus erster Ehe, der zum Vorbild für zahlreiche weltbekannte Musiker wurde, prägten ebenfalls die intellektuell-politische Folk-Kulturszene. Schließlich entschied sich Charles Seeger nach New England zurückzukehren, wo er zusammen mit seiner Schwester Elizabeth († 1973) in Bridgewater (Connecticut) in dem Haus zusammenlebte, das sein Großvater Edwin Seeger ein Jahrhundert zuvor gekauft hatte. 1973 wurde er zum Mitglied der American Academy of Arts and Sciences gewählt.